# Andovce
Andovce (Hongaars: Andód) is een Slowaakse gemeente in de regio Nitra, en maakt deel uit van het district Nové Zámky.
52 procent van de bevolking behoort tot  de Hongaarse minderheid in Slowakije.
Andovce telt 1296 inwoners.